# Reembalagem
Reembalagem é uma actividade que decorre num armazém após a recepção do produto. O produto chega avulso ao armazém, vindo de um fornecedor, podendo ser embalado individualmente, em quantidades comercializáveis ou juntamente com outros artigos para formar conjuntos ou sortidos. As mercadorias podem ser todas processadas ao mesmo tempo ou então pode acontecer que alguma parte fique avulso à espera. Estas situações podem ocorrer devido à embalagem aumentar significativamente o volume do artigo ou então devido ao artigo fazer parte de conjuntos ou sortidos. 